# Batanea

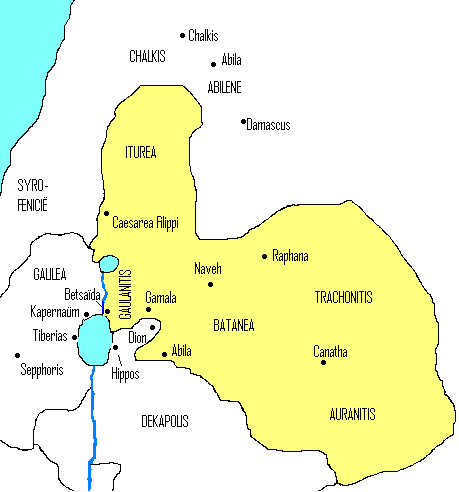
La tetrarquía de Filipo (4 a. C.-34 d. C.), luego reino de Herodes Agripa I (37 - 44 d. C.) y Herodes Agripa II (53 - 100 d. C.): Iturea, Traconítide, Gaulanítide, Batanea y Auranítide.

Batanea (forma helenizada del arameo Bashan) actualmente Al-Bathaniya (árabe: البثنية / al-baṯaniya) es una llanura fértil en el sur de la actual Siria, al este de los Altos del Golán, al norte de Auranítide y al oeste de Traconítide; en la actual frontera con Jordania. Originalmente fue parte del reino arameo de Bashán, pero no se conoce su extensión en el siglo I, discutiéndose si incluía o no al Golán.  
En el siglo I a. C. el rey Herodes el Grande adquirió el territorio y estableció allí una comunidad formada por soldados judíos venidos de Babilonia, quienes fueron encargados de combatir a los bandoleros procedentes de Traconítide. A la muerte de Herodes (4 a. C.), Batanaea pasó a su hijo Felipe como parte de su herencia; por ello, en algunas fuentes, se lo denomina "Tetrarca de Batanea". La capital de dicha tetrarquía era Cesarea de Filipo.
En 34 d. C., muerto Felipe, Batanea se convirtió brevemente en parte de la provincia romana de Siria, pero en el 37 d. C. Calígula la constituyó en reino en favor de su amigo Herodes Agripa I, siendo heredada en 53 d. C. por su hijo, Herodes Agripa II. Sin embargo, tras su muerte, se anexó una vez más a la provincia romana de Siria. Batanea era una de las principales comarcas productoras de cereales del Levante durante el período imperial.
Actualmente, corresponde a la comarca siria de Nuqrah, una de las tres subdivisiones de Haurán.